# Wilhelm Liebknecht
Wilhelm Liebknecht (alemany: Wilhelm Philipp Martin Christian Ludwig Liebknecht)  (Giessen, 29 de març de 1826 - Charlottenburg, 7 d'agost de 1900)va ser un polític socialista alemany, un dels fundadors del Partit Socialdemòcrata d'Alemanya en 1869. Pare de Karl Liebknecht i Theodor Liebknecht.